# Đới đứt gãy Mendocino

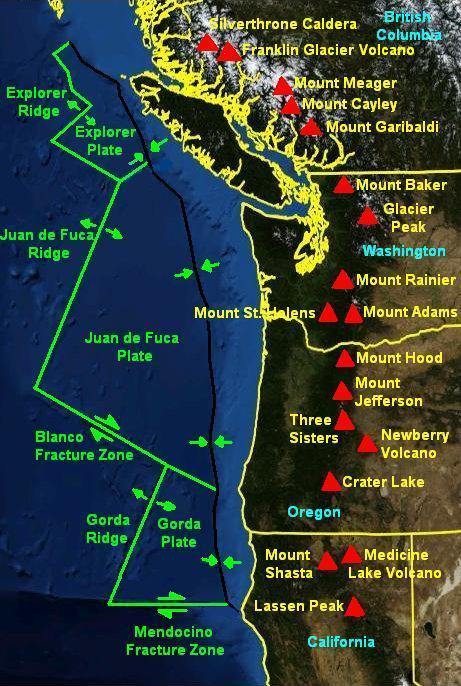
Đới đứt gãy Mendocino giữa mảng Gorda và mảng Thái Bình Dương

Đới đứt gãy Mendocino là một đới đứt gãy và ranh giới chuyển dạng nằm ngoài khơi mũi Mendocino xa về phía bắc California. Nó chạy về phía tây rừ nối ba với đứt gãy San Andreas và đới hút chìm Cascadia và kết thúc ở đầu nam của sống núi Gorda.
Về mặt kỹ thuật, một đới đứt gãy không phải là một đứt gãy chuyển dạng, nhưng trong trường hợp đới đứt gãy Mendocino, người ta sử dụng thuật ngữ chuyển dạng để áp dụng một cách gần đúng cho một phần đứt gãy đang hoạt động ở phía đông của sống núi Gorda cũng như các phần của đới đứt gãy nằm ở phía tây của nó. Đoạn đứt gãy có ranh giới giữa mảng Thái Bình Dương chuyển động về hướng tây nam và mảng Gorda chuyển động về hướng đông. Mảng Gorda đang bị hút chìm bên dưới mảng Bắc Mỹ ở ngoài khơi mũi Mendocino.